# 新弗切爾尼采
新弗切爾尼采是捷克的城鎮，位於該國南部，距離因德日赫城堡12公里，由南摩拉維亞州負責管轄，面積10.10平方公里，海拔高度507米，2011年人口2,372人。

## 外部連結
- Official website （页面存档备份，存于） （捷克文）